# Gawriłow-Jam
Gawriłow-Jam (ros. Гаврилов-Ям) – miasto w środkowej części Rosji, w obwodzie jarosławskim. Miasto jest położone nad rzeką Kotorosl (dopływ Wołgi), 46 km od Jarosławia. Posiada stację kolejową (ruch pasażerski do stacji Siemibratowo).

## Historia
Pierwsza pisemna wzmianka o wsi Gawriłowa, położonej 7 km od drogi Rostów-Suzdal, pochodzi z 1545 roku. Wzmianka mówi, że wieś należała do Ławry troicko-siergijewskiej. W tym czasie wieś liczyła zaledwie 7 domów.
W 1580, dekretem cara Iwana Groźnego, wieś Gawriłowo została nazwana Gawriłowskij Jam.
Gawriłowskij Jam następnie był określany jako Gawriłow-Jamska słoboda.
Po wybudowaniu cerkwi (pod koniec XVIII wieku) Gawriłow-Jam otrzymała status miejscowości.
Na początku lat 70. XIX wieku, lokalny kupiec Aleksiej Łokałow otworzył we wsi manufakturę włókienniczą. Zapewniła ona wiosce późniejszy szybki wzrost gospodarczy.
5 sierpnia 1922 prezydium guberni jarosławskiej nadało miejscowości Gawriłow-Jam status wsi miejskiej. Już półtorej dekady później, 26 grudnia 1938 dekretem Prezydium Rady Najwyższej RSFSR Gawriłow-Jam została przekształcona w miasto.
W 1968 roku w mieście została otwarta fabryka  maszyn budowlanych - obiekt znaczenia  obronnego, utworzony w oparciu o spółkę zależną Moskiewskiego Zakładu Mechanicznego „Sztandar Rewolucji”.